# Viehverstellung
Die Viehverstellung oder Viehpacht (franz. bail à cheptel, ital. soccida), im Deutschen auch Kuhleihe ist eine vorwiegend auf Hausrinder, seltener auch auf Pferde, angewandte Pachtform. Der „Versteller“ ist der Eigentümer und Verpächter, der „Einsteller“ der Pächter. Der Einsteller darf das Vieh nutzen, etwa Milch, Dünger und Nachzucht, muss aber die Fütterung und Pflege übernehmen sowie dem Verpächter oder Versteller einen Zins in Geld oder einen Teil des Nutzens (Käse, Butter) entrichten.
Die Viehverstellung ist zu unterscheiden von der Herdenpacht (auch Eisern-Vieh-Vertrag oder contractus socidae), der Viehsömmerei (in der Schweiz Alpage des vaches) und der Lohnmästerei.

## Geschichte
In der Schweiz kam die Viehverstellung mit der Intensivierung der Viehwirtschaft im 14. und 15. Jahrhundert auf. Auf eine Verlagerung der ländlichen Gewerbe in die Städte im 14. Jahrhundert war seit der zweiten Hälfte des 15. Jahrhunderts eine Reagrarisierungstendenz gefolgt. Städtische Exportgewerbe verloren an Bedeutung und wurden teilweise aufs Land verschoben, wo zugleich der durch städtisches Kapital etwa in Form von Viehverstellungen begünstigte Übergang zur Grossviehproduktion Arbeitskräfte freisetzte. Begleitet war dieser Vorgang von einem Bevölkerungsrückgang in den Städten und einer Bevölkerungszunahme auf dem Land. Die Viehverstellung ist heute im Schweizer Obligationenrecht geregelt (Art. 302–304 OR).
Ursprünglich wurde sie wohl aus dem jüdischen Recht abgeleitet. Urkunden belegen, dass die Viehverstellung bereits im babylonischen Recht bekannt war.